# Thác Nachi
Thác Nachi (那智滝 Nachi no Taki) là một thác nước nằm ở thị trấn Nachikatsuura, tỉnh Wakayama, Nhật Bản. Đây là một trong những thác nước nổi tiếng nhất Nhật Bản. Với độ cao 133 mét và rộng 13 mét, đây là thác nước đơn có dòng chảy không bị gián đoạn cao nhất Nhật Bản. Tuy vậy, thác nước có nhiều dòng chảy cao nhất đất nước là Thác Hannoki cao 497 mét (theo mùa) và Thác Shōmyō cao 350 mét (liên tục quanh năm).
Trên đỉnh thác có hai tảng đá thần hộ mệnh kami của thác và đền thờ Thần đạo. Ngoài ra, ở đây còn có một ngôi chùa Phật giáo đã bị phá hủy trong thời kỳ Cải cách Minh Trị (cuối thế kỷ 19). Nhiều shugenja và những người ưa mạo hiểm đã nhảy qua tại đỉnh thác với niềm tin sau này sẽ được tái sinh trên thiên đường của Kannon. Cứ mỗi sáng sớm, nhà sư Thần đạo cúng thác nước theo một nghi lễ. Năm 1918, một gò Kinh Phật được khai quật dưới chân thác và đã tìm thấy nhiều cổ vật khảo cổ quan trọng bao gồm tượng, gương, đồ trang trí bàn thờ và những cuốn Kinh Phật hình trụ. Những hiện vật này được trưng bày tại sảnh Ryuhoden nằm cạnh ngôi chùa ba tầng Sanjūdō. Những gò này được các nhà sư tạo ra trong thời chiến tranh nhằm cất giấu những kho báu nhưng cũng có nhiều vật phẩm được chôn cất theo cách này do suy nghĩ, ngày tận thế sẽ đến vào thế kỷ thứ 10.
Được tin là nhà của một kami được gọi là Hiryū Gongen được thờ phượng tại đền thờ Kumano Nachi Taisha, thác nước là một phần của Thánh địa và đường hành hương vùng núi Kii được UNESCO công nhận là Di sản thế giới.